# Парламентские выборы в Хорватии (1992)
Парламентские выборы в Хорватии состоялись 2 августа 1992 года в один день с президентскими выборами. Это были первые выборы после провозглашения независимости Хорватии. По результатам выборов были распределены все 138 мест в Саборе. Победу одержало Хорватское демократическое содружество, получившее большинство в 85 мест. Явка составила 76%.

## Предыстория
Важным обстоятельством при проведении выборов была оккупация одной трети страны вооружёнными силами Республики Сербская Краина, в то время как Хорватия была вовлечена в войну в Боснии и Герцеговине. Выборы считались легитимными, поскольку предыдущий парламент избирался ещё при старой конституции, когда Хорватия была частью Социалистической Федеративной Республики Югославия (СФРЮ), что уже не соответствовало новым политическим реалиям.
Хотя новая конституция предусматривала две палаты парламента, была избрана только одна — Палата представителей.
Новое избирательное законодательство авторства Смилько Сокола предусматривало использование смешанной избирательной системы: 60 членов должны были бы избраны по мажоритарным округам в то время, как 60 мест должны были быть распределены между кандидатами из списков преодолевших двухпроцентный барьер. 12 мест были зарезервированы для хорватов-экспатриантов, в парламенте должны были быть, как минимум, 15 членов, принадлежащих к этническим меньшинствам, 11 из которых — сербы.
Франьо Туджман и его Хорватское демократическое содружество были фаворитами кампании, поскольку Хорватия, несмотря на частичную оккупацию, добилась независимости и признания под его руководством. Государственные СМИ в то время представляли войну как практически выигранную, а мирную интеграцию Краины как простую формальность, которая произойдёт в ближайшем будущем.
В качестве оппозиции режима Туджмана выступали критики ведения им войны, считавшие, что правительство уделяет слишком много внимания умиротворению международного сообщества и сербов. Другие же лидеры оппозиции были обеспокоены авторитарными тенденциями Туджмана и видимым упадком демократических стандартов в Хорватии.
Согласно составу прежнего парламента, формально главной оппозиционной партией была относительно дружественная по отношению к Туджману Социал-демократическая партия Хорватии. Последнее могло объясняться шаткой позицией: большинство её членов перешли в другие партии, для многих хорватов она ассоциировалась с коммунизмом. Среди аналитиков, основывающих своё мнение, в том числе на результатах опросов общественного мнения, были те, кто считал возможным непреодоление СДП двухпроцентного барьера.
Оппозиция была очень активной, но в то же время разобщённой. Наиболее ярко это проявилось в соперничестве двух либеральных партий, Хорватской социал-либеральной партией и Хорватской народной партией — Либеральные демократы.

## Проведение выборов
Эти выборы, как и президентские, были связаны с предполагаемыми нарушениями. После выборов некоторые оппозиционные кандидаты обвинили правящую партию в краже голосов и подтасовке результатов в пользу своих кандидатов, особенно в тех округах, где результаты были близки. Наиболее известное из таких обвинений связано с одним из округов Загреба, где кандидат от ХДС и будущий спикер Сабора Неделько Миханович получил место и победил кандидата от ХСЛП Релья Башич только после того, как получил несколько сотен голосов, отданных в хорватских тюрьмах.

## Результаты
Большинство получила ХДС, набрав около 40% по спискам, но выиграв 54 из 60 по мажоритарным округам. Единственным регионом, в котором ХДС проиграла, была Истрия, где местная демократическая ассамблея одержала победу во всех трёх избирательных округах, а одно место в соседнем городе Риеке досталось Владимиру Бебичу, представителю Приморско-горанского союза. Одно место, представляющее оккупированный в то время Вуковар, занял независимый кандидат, а одно место в Меджимурье досталось ХСЛП.
ХДС получила комфортное большинство, сильнейшей оппозиционной партией стала ХСЛП. В Сабор также вошли Хорватская народная партия — Либеральные демократы, Хорватская крестьянская партия, Хорватская партия права, Далматинская акция, Социал-демократическая партия Хорватии и Сербская народная партия. Последняя решением Конституционного суда заполнила квоту этнических сербов в Саборе. Это решение вызвало споры, поскольку суд объяснил свое решение тем, что Сербская народная партия является «этнической партией» и, следовательно, имеет больше прав представлять сербское этническое меньшинство, чем любая другая партия. Это решение пошло в ущерб Социал-демократическому союзу, который получил больше голосов, чем Сербская народная партия, и имела в своём списке достаточно кандидатов из числа этнических сербов, чтобы заполнить квоту.
|                  |                                                                                  |                        |                        |                        |                    |                    |                    |                        |            |  |  |  |
| Партия           | Партия                                                                           | пропорциональная часть | пропорциональная часть | пропорциональная часть | мажоритарная часть | мажоритарная часть | мажоритарная часть | Мест                   | Мест       |  |  |  |
| Партия           | Партия                                                                           | Голоса                 | %                      | Мест                   | Голоса             | %                  | Мест               | Национальных меньшиств | Всего мест |  |  |  |
|                  | Хорватское демократическое содружество                                           | 1 176 437              | 43,72                  | 31                     |                    |                    | 54                 | 0                      | 85         |  |  |  |
|                  | Хорватская социал-либеральная партия                                             | 466 356                | 17,33                  | 12                     |                    |                    | 1                  | 1                      | 14         |  |  |  |
|                  | Хорватская партия права                                                          | 186 000                | 6,91                   | 5                      |                    |                    | 0                  | 0                      | 5          |  |  |  |
|                  | Хорватская народная партия — Либеральные демократы                               | 176 214                | 6,55                   | 4                      |                    |                    | 0                  | 2                      | 6          |  |  |  |
|                  | Социал-демократическая партия Хорватии                                           | 145 419                | 5,40                   | 3                      |                    |                    | 0                  | 8                      | 11         |  |  |  |
|                  | Хорватская крестьянская партия                                                   | 111 869                | 4,16                   | 3                      |                    |                    | 0                  | 0                      | 3          |  |  |  |
|                  | Далматинская акция - Истрийский демократический сабор - Приморско-горанский союз | 83 623                 | 3,11                   | 2                      |                    |                    | 4                  | 0                      | 6          |  |  |  |
|                  | Хорватская демократическая партия                                                | 72 303                 | 2,69                   | 0                      |                    |                    | 0                  | 0                      | 0          |  |  |  |
|                  | Хорватская христианско-демократическая партия                                    | 70 715                 | 2,63                   | 0                      |                    |                    | 0                  | 0                      | 0          |  |  |  |
|                  | Социально-демократический союз                                                   | 32 475                 | 1,21                   | 0                      |                    |                    | 0                  | 0                      | 0          |  |  |  |
|                  | Социалистическая партия Хорватии                                                 | 31 575                 | 1,17                   | 0                      |                    |                    | 0                  | 0                      | 0          |  |  |  |
|                  | Сербская народная партия                                                         | 28 620                 | 1,06                   | 0                      |                    |                    | 0                  | 3                      | 3          |  |  |  |
|                  | Социал-демократическая партия Хорватии                                           | 15 798                 | 0,59                   | 0                      |                    |                    | 0                  | 0                      | 0          |  |  |  |
|                  | Христианская народная партия                                                     | 11 930                 | 0,44                   | 0                      |                    |                    | 0                  | 0                      | 0          |  |  |  |
|                  | Хорватская республиканская партия                                                | 7683                   | 0,29                   | 0                      |                    |                    | 0                  | 0                      | 0          |  |  |  |
|                  | Хорватская партия естественного права                                            | 7611                   | 0,28                   | 0                      |                    |                    | 0                  | 0                      | 0          |  |  |  |
|                  | Хорватское движение за государственное строительство                             | 6907                   | 0,26                   | 0                      |                    |                    | 0                  | 0                      | 0          |  |  |  |
|                  | Независимые                                                                      |                        |                        |                        |                    |                    | 1                  | 4                      | 5          |  |  |  |
| Действительных   | Действительных                                                                   | 2 631 535              | 97,79                  | 60                     |                    |                    | 60                 | 18                     | 138        |  |  |  |
| Недействительных | Недействительных                                                                 | 59 338                 | 2,21                   |                        |                    |                    |                    |                        |            |  |  |  |
| Всего            | Всего                                                                            | 2 690 873              | 100,00                 |                        |                    |                    |                    |                        |            |  |  |  |
| Избирателей/явка | Избирателей/явка                                                                 | 3 558 913              | 75,61                  |                        |                    |                    |                    |                        |            |  |  |  |